# Kapricho S.A.
Kapricho S.A. es una exitosa telenovela venezolana de los años 80s producida y transmitida por RCTV en 1982. Fue protagonizada por Tatiana Capote, Félix Loreto y  Yanis Chimaras.

## Elenco
- Tatiana Capote ... Valeria Aristizábal
- Félix Loreto ... Rodolfo Cuervo
- Yanis Chimaras... Tomás Sarmiento
- Aroldo Betancourt ... Valentino
- Carlos Márquez ... Damián
- Mahuampi Acosta
- Enrique Benshimol
- Laura Brey ... Viviana Ortíz
- Liliana Durán
- Blanquita Faillace ... Sara Monroy
- Zulay García
- Zuleima González
- Jeannette Rodríguez ... María Luisa
- Hilda Abrahamz ... Dominika
- Flavio Caballero ... Juan Pablo Cuervo
- Lucía Sanoja ... Reina
- Dilia Waikkarán
- Imperio Zammataro

## Producción
- Titular de Derechos de Autor de la obra original - Radio Caracas Televisión C.A.
- Producida por - Radio Caracas Televisión C.A.
- Original de - Ligia Lezama
- Director - Renato Gutiérrez